# Mastixis
Mastixis là một chi bướm đêm thuộc họ Erebidae.